# Dicliptera brachiata
Dicliptera brachiata är en akantusväxtart som först beskrevs av Frederick Traugott Pursh, och fick sitt nu gällande namn av Spreng.. Dicliptera brachiata ingår i släktet Dicliptera och familjen akantusväxter. Inga underarter finns listade i Catalogue of Life.